# Dentigryps longicauda
Dentigryps longicauda är en kräftdjursart som beskrevs av Roger F. Cressey 1966. Dentigryps longicauda ingår i släktet Dentigryps och familjen Caligidae. Inga underarter finns listade i Catalogue of Life.